# Automated Planet Finder
L'Automated Planet Finder (APF) è un telescopio ottico di 2,4 metri di diametro situato presso l'Osservatorio Lick, ad una quota di 1280 metri s.l.m. sul monte Hamilton, circa 20 km a est di San Jose in California.
Il telescopio, progettato per la ricerca di pianeti extrasolari di massa compresa tra 5 e 20 volte quella della Terra, è entrato pienamente in funzione in gennaio 2014.
Il cuore del telescopio è un interferometro di nuova concezione, in grado di esaminare 25 stelle per notte in modo completamente automatico. Nel corso di 10 anni, si prevede che potrà studiare 1000 stelle nelle vicinanze del Sole (entro circa 100 anni luce), per verificare la presenza di pianeti. Il telescopio è in grado di eseguire misure molto precise della velocità radiale delle stelle (dell'ordine di un metro al secondo, equivalente alla velocità di uomo che cammina), individuando anche minime oscillazioni dovute all'azione gravitazionale di pianeti.
I lavori di costruzione e il programma di osservazioni sono coordinati da Steven Vogt, un astronomo della Università della California a Santa Cruz, dove verranno inviati automaticamente i dati raccolti.
L'entrata in funzione, prevista inizialmente per la primavera del 2011, è stata prorogata prima a causa di un incidente durante il trasporto dello spettrometro "Ken and Laura Levy", poi per scarsità di fondi. In marzo 2013 i lavori sono ripresi a pieno regime, con la prospettiva di terminare la costruzione entro la fine del 2013.
Il 1º gennaio 2014 il telescopio ha iniziato la piena operatività, anche per quanto riguarda i sistemi di controllo robotizzati. I primi test confermano che lo spettrometro doppler Ken and Gloria Levy soddisfa i requisiti di progetto. Lo strumento ha un alto segnale in uscita ed una sensibilità di 1.0 m/s, una precisione nella misura della velocità radiale dello stesso ordine di quella dello spettrografo IRES (High Resolution Echelle Spectrometer) montato sui telescopi Keck delle Hawaii.